# Tabanus perplexus
Tabanus perplexus är en tvåvingeart som beskrevs av Walker 1850. Tabanus perplexus ingår i släktet Tabanus och familjen bromsar. Inga underarter finns listade i Catalogue of Life.